# انول
انول (Enol) یا آلکنول (alkenol) به آلکنهایی گفته می‌شود که به کربن‌هایی از آن‌ها که پیوند دوگانه دارند یک گروه هیدروکسیل چسبیده است. آلکن‌هایی که یک گروه هیدروکسیل در دو سوی پیوند دو گانه دارند را اندیول (enediol) می‌نامند. در صورت جدایی H+ از انول و تشکیل آنیون، انولات (enolate) بدست می‌آید. یک ریداکتون (reductone) ترکیبی است که ساختار اندیول با یک گروه کربونیل در همسایگی داشته باشد.
پیوند دوگانهٔ C=C در ترکیب با الکل ویژگی‌های شیمیایی انول و اندیول را بدست می‌دهد این ماده توتومری کتو-انول نام دارد. در این ماده انول‌ها دو به دو به کتون یا آلدهید تبدیل می‌شوند.
نام انول یا آلکنول از ترکیب دو واژهٔ آلکن (یا تنها پسوند ene برای نشان دادن پیوند دوگانهٔ C=C در آلکن) و الکل (نشان دهندهٔ گروه هیدروکسیل انول) بدست آمده است.

## اندیول
اندیول‌ها، آلکن‌هایی با یک گروه هیدروکسیل در هر دو سوی پیوند دوگانهٔ C=C اند.

توتومری کتول-اندیول. در وسط تصویر اندیول و در چپ و راست دو همپار اسیلوین